# Гаше, Поль
Поль-Фердина́нд Гаше́ (фр. Paul-Ferdinand Gachet; 30 июля 1828, Лилль, Франция — 9 января 1909, Овер-сюр-Уаз, Франция) — французский врач, последний лечащий врач Винсента ван Гога во время его пребывания в Овер-сюр-Уаз. Также известен как большой ценитель импрессионистского искусства и живописец-любитель. Писал картины под именем «Пол ван Рэйсел», то есть «Пол из Рэйсела» (Рэйсел — фламандское название города Лилля, где родился Гаше).

## Биография
Поль Гаше родился и вырос в Лилле (Королевство Франции). В 1844/1845 году его семья переехала в Мехелен, куда отец Гаше был отправлен, чтобы приступить к работе в новом отделе фирмы, где он работал.
Высшее образование и статус бакалавра искусств Поль получил в Париже, в Сорбонне. Некоторое время работал в парижских психиатрических больницах Питье-Сальпетрьер и Бисетр. Среди его учителей был известный французский врач-гастроэнтеролог Арман Труссо.
Возвратившись в Париж, Гаше занялся частной практикой. Он был лично знаком с Гюставом Кюрбе, Виктором Гюго, Полем Сезанном. Другом доктора был фармацевт и предприниматель Анри Нестле, основатель знаменитой компании «Nestlé» по производству продуктов питания. Изначально компания занималась изготовлением молочных смесей для кормления грудных детей, и Гаше нередко прописывал их своим детям-пациентам.
Когда французский художник и гравер Шарль Мерион попал в сумасшедший дом, Гаше проводил с ним много времени. Он же наблюдал за выздоровлением Огюста Ренуара от пневмонии в 1882 году. Наконец, он пытался отговорить Эдуара Мане от ампутации ноги, однако художник настоял на своем, перенес тяжелейшую операцию и вскоре скончался.
Умер Поль Гаше 9 января 1909 года. Он был похоронен на кладбище Пер-Лашез в Париже.

## Гаше и Ван Гог

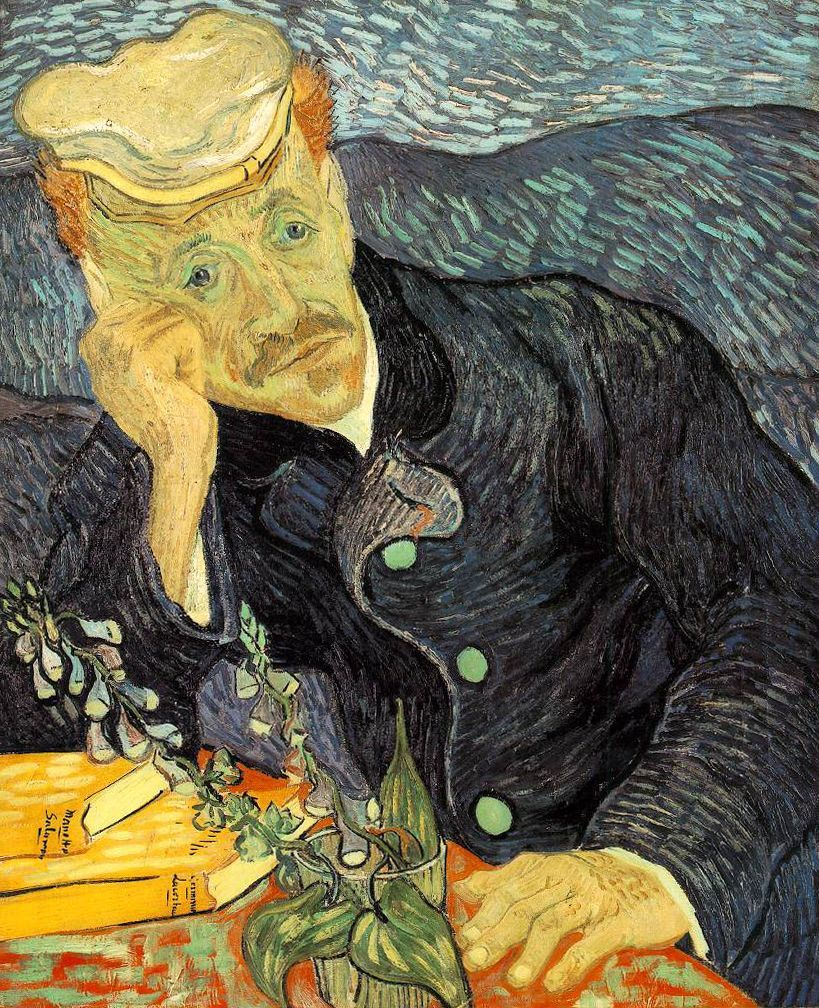
Первый вариант портрета

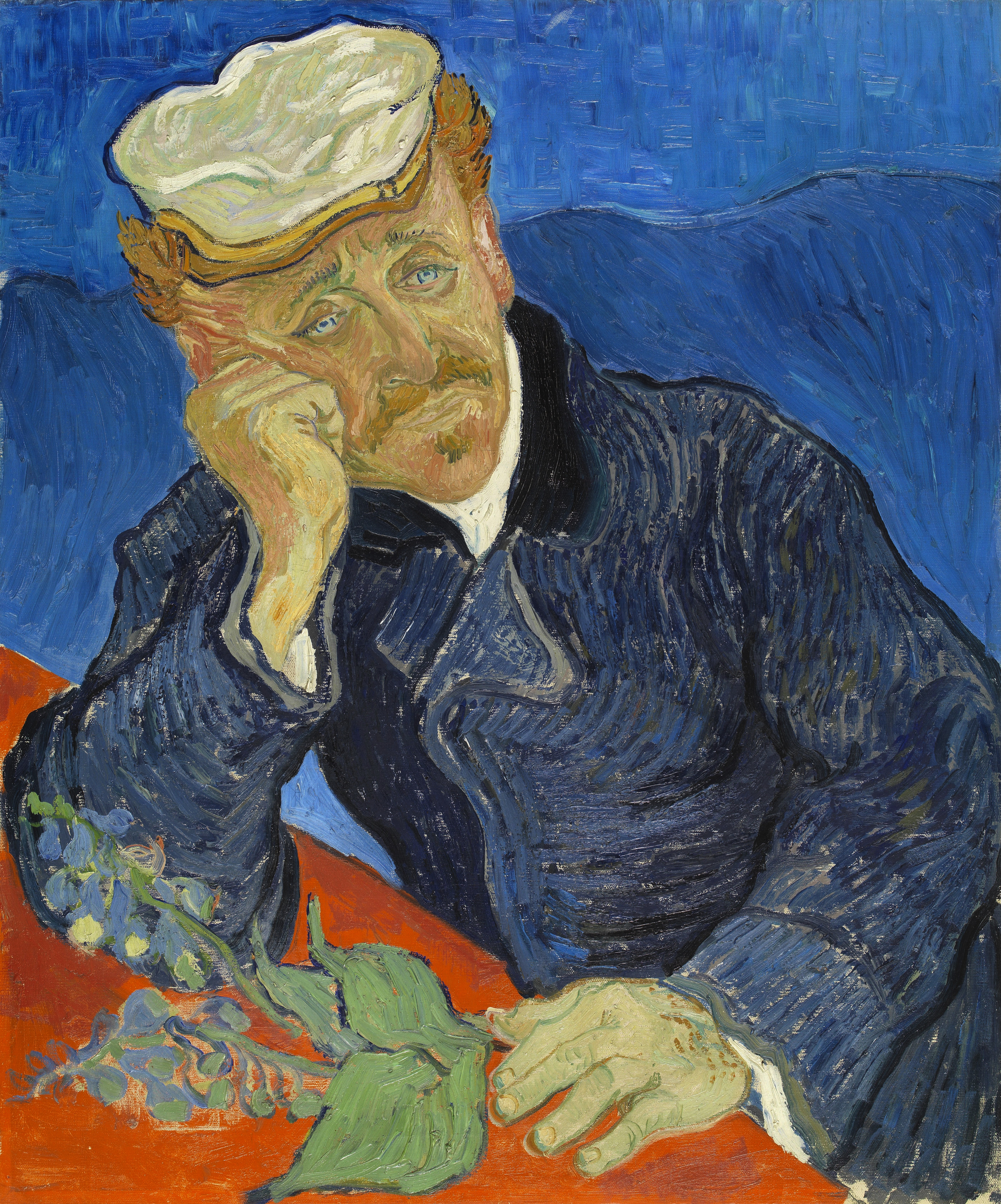
Второй вариант портрета

Тео ван Гог, брат художника Винсента ван Гога, полагал, что Гаше — человек, неравнодушный к современному искусству — был бы идеальным лечащим врачом для Винсента и мог поспособствовать его скорейшему восстановлению. Именно поэтому в качестве врача для своего брата он выбрал Поля Гаше. Клиника Гаше находилась в городке Овер-сюр-Уаз (или просто Овер) в 30 километрах к северу от Парижа, на реке Уазе. Это место любили такие художники, как Клод Моне, Камиль Писсарро, Поль Сезанн.
Ван Гог поселился в Овер-сюр-Уаз 20 мая 1890 года, незадолго до своей гибели. Он часто посещал дом доктора Гаше, постепенно сблизившись и подружившись с ним: Доктор Гаше был вдовцом (с 1875 года) и жил с дочерью Маргаритой (1869—1949) и сыном Полем (1873—1962), поэтому общение с художником доставляло ему большое удовольствие. Доктор неподдельно восхищался работами кисти ван Гога, а в особенности картинами «Арлезианка» и «Автопортрет», привезенными из Сен-Реми-де-Прованс. Широко известен «Портрет доктора Гаше» кисти ван Гога, написанный в двух вариантах: один из них был продан в частную коллекцию, другой хранится в музее Орсэ в Париже. До наших дней сохранилось письмо ван Гога к брату, в котором упоминается работа над портретом доктора.
Господин Гаше, на мой взгляд, так же болен и нервен, как я или ты, к тому же он много старше нас и несколько лет назад потерял жену; но он врач до мозга костей, поэтому его профессия и вера в неё помогают ему сохранять равновесие. Мы с ним уже подружились. Работаю сейчас над его портретом: голова в белой фуражке, очень светлые и яркие волосы; кисти рук тоже светлые, синяя куртка и кобальтовый фон. Он сидит, облокотясь на красный стол, где лежит жёлтая книга и веточка наперстянки с лиловыми цветами.
Кроме самого доктора, Винсенту позировала его дочь, 20-летняя Маргарита Гаше, в которую, согласно некоторым источникам, ван Гог был влюблен, причем взаимно, но быть вместе они не могли. Несмотря на то, что и сама Маргарита, и Поль Гаше возможность такой любовной связи всячески отрицали, впоследствии девушка так и не вышла замуж.
Поль Гаше, наряду с Тео ван Гогом, Эмилем Бернаром, Камилем Писарро и папашей Танги, был одним из немногих людей, провожавших Винсента ван Гога в последний путь.